# Call Me Maybe
«Call Me Maybe» (Español: «Llámame si quieres») es una canción de la cantante y compositora canadiense Carly Rae Jepsen, perteneciente a su primer EP, Curiosity (2012). Jepsen y Tavish Crowe la compusieron como una canción de género folk, pero Josh Ramsay, quien se encargó de su producción, la adaptó al género pop. Se lanzó como sencillo en Canadá el 20 de septiembre de 2011 y en Estados Unidos el 22 de febrero de 2012, ambos en la tienda digital iTunes bajo el sello discográfico de School Boy, Interscope y 604.
El tema contó con una buena recepción por parte de críticos musicales como Melody Lau de la revista Rolling Stone y Nicole James de MTV. También tuvo buen recibimiento comercial, ya que llegó al número uno en las listas musicales de más de diez países, entre ellos Australia, Canadá, Dinamarca, Finlandia, Francia, Irlanda, Nueva Zelanda, Suiza y Estados Unidos. Además, logró ser certificada con disco de oro y multiplatino en más de ocho países, tales como Alemania, Australia, Bélgica, Canadá, Dinamarca, España, Estados Unidos, Nueva Zelanda y Suiza. Al vender aproximadamente 12 500 000 copias en todo el mundo, se convirtió en el tema más vendido en digital durante 2012. Hasta julio de 2015, la canción se ha comercializado por 18 000 000 de veces, con lo que se convirtió en uno de los sencillos más vendidos en el mundo.
El 18 de febrero de 2012, Carlos Pena publicó un vídeo protagonizado por Justin Bieber, Selena Gomez, Ashley Tisdale y otros artistas bailando y parodiando la canción. Este se convirtió en un vídeo viral y según especialistas, contribuyó al éxito del tema. Posteriormente, otros artistas como Katy Perry, Jimmy Fallon y la banda Fun publicaron sus versiones de la canción y parodias del vídeo. Ben Knechte dirigió el vídeo musical oficial y su estreno se llevó a cabo en la cuenta VEVO de la cantante el 2 de marzo de 2012. Jepsen interpretó una versión acústica del tema en vivo por primera vez el 21 de marzo de 2012 en KiSS 92.5. También lo interpretó el 17 de junio de 2012 en los MuchMusic Video Awards 2012, celebrados en Toronto (Canadá). Al finalizar su presentación, se le otorgaron los premios a vídeo más visto del año, vídeo del año y tu vídeo favorito.
Asimismo, la canción obtuvo numerosos galardones, entre los que resaltan un Teen Choice Awards, un MTV Europe Music Awards, un Juno Awards, entre otros. Además fue nominada a dos premios Grammy en las categorías de canción del año y mejor interpretación vocal pop solista, pero perdió ante «We Are Young» de Fun con Janelle Monáe y «Set Fire to the Rain» de Adele, respectivamente. Por otro lado, la revista Billboard la nombró la canción del verano 2012, mientras que MTV la destacó como la mejor canción del año.

## Antecedentes y descripción
Carly Rae Jepsen compuso el tema junto a Tavish Crowe y Josh Ramsay, y estos dos últimos también lo produjeron. En cuanto a su composición, Jepsen en una entrevista con la revista Rolling Stone comentó que: «Empezó como cualquier canción empieza, solo una especie de tema folk que estaba escribiendo mientras estaba en la carretera con Tav. Las letras llegaron muy fácilmente. No estábamos realmente concentrados. Trajimos a Josh y él nos ayudó a [convertirlo] en un tipo de [canción] pop. Él es realmente bueno. Tiene algo de genio pop en su sangre. Fue escrita, grabada y producida dentro de cuatro o cinco días, como mucho. Fue una linda y fácil canción para escribir». Su discográfica lo lanzó como sencillo en Canadá el 20 de septiembre de 2011, mientras que en los Estados Unidos se lanzó el 22 de febrero de 2012, en la tienda digital iTunes. En enero de 2012 el cantante canadiense Justin Bieber y la actriz estadounidense Selena Gomez expresaron su apoyo hacia la canción, lo cual influyó en su éxito comercial. El mismo mes, el mánager de Bieber, Scooter Braun la escuchó y comentó: «Es la mejor canción pop que he escuchado en unos 10 años».
«Call Me Maybe» es una pista optimista influenciada por los géneros dance pop y R&B. Al inicio del estribillo se incorpora el uso de sintetizadores mientras Jepsen canta «Hey / I just met you / And this is crazy / But here's my number / So call me maybe» —en español: «Hey / Acabo de conocerte / Y esto es loco / Pero aquí está mi número / así que llámame, tal vez»—. Su letra «describe el encaprichamiento y los inconvenientes de un amor a primera vista». Según Bill Lamb de About.com es una canción pop «impecable, jovial [y] optimista», mientras que Melody Lau de Rolling Stone comentó que es «una dulce canción dance pop [que habla] sobre la esperanza de un llamado [del amor]», y agregó que su estilo se asemeja al de Taylor Swift y Robyn. Tiffany Lee de Yahoo! Music comentó que es la «canción del verano 2012» y agregó que «es una canción burbujeante, [sobre] adorables adolescentes angustiados que tiene todos los elementos que un éxito del verano debe tener: un buen ritmo, gran melodía y letras pegadizas, algo que tú y tus amigos pueden [disfrutar] en el auto mientras conducen a la playa, una fiesta y muchos otros lindos lugares [...] No es amor o lujuria, es solo un enamoramiento inocente, un acto de fe y una petición de baja presión: La manera perfecta de comenzar una aventura de verano». De acuerdo con la partitura publicada en Musicnotes, está escrita en la tonalidad de sol mayor y el registro vocal de Jepsen se extiende desde la nota de sol menor hasta la do mayor.

## Recepción

### Comentarios de la crítica
Jon Caramanica del periódico The New York Times comentó que es «alegre y dulce». Bill Lamb de About.com le otorgó cuatro estrellas y media de cinco, y sostuvo que «"Call Me Maybe" es la clase de canción que los fanáticos del pop tomarán en serio». Además Lamb agregó que es «agradable para todo público» y que es «líricamente ingeniosa». Melody Lau de la revista Rolling Stone comentó que es «una dulce canción dance pop [que habla] sobre la esperanza de un llamado [del amor]». Kat George de VH1 escribió que: 

«Si amas el pop puro, simple y pegadizo entonces Carly Rae Jepsen es tu chica. Olvídate de los espectáculos, letras pretensiosas y la infiltración del eurodance, "Call Me Maybe" es pop en la forma en que el pop debe ser, lleno de ganchos infecciosos, adorable e inofensivo [...] Creemos que Carly es la cosa más adorable que le ha pasado a la música en lo que va de año, y si sigue [lanzando] canciones como "Call Me Maybe", estamos frente a una nueva adicción para el verano».

Emma Carmichael de Gawker la llamó «perfecta» e «impecable». Por otro lado, Emily Van Zandt de Red Eye dio una crítica negativa al escribir que: «Está ridículamente sobreproducida, [es una canción pop] optimista con letras terribles». Nicole James de MTV aseguró que «Call Me Maybe» es «la canción más pegadiza que nunca escuché». Jon O'Brien de AllMusic en su revisión de Curiosity comentó que el tema «es una combinación de teen pop y synth pop [que está] en una línea entre lo dulce, azucarado y enfermizo». En la última semana del mes de marzo de 2012, Maura Johnston de The Village Voice agregó al tema a su lista de las «17 mejores canciones del 2012». Amanda Dobbins de la revista New York comentó que «suena como "Friday" [de Rebecca Black], pero [es] buena».
Para finales del año 2012, MTV calificó a la canción como la mejor del año, lo que la posicionó sobre otros temas como «We Are Young» de Fun, «Somebody That I Used to Know» de Gotye con Kimbra, «What Makes You Beautiful» de One Direction, entre otros. Un escritor del sitio web Pop Dust comentó que: «"Call Me Maybe" alcanzó el super raro estrato pop donde incluso ver su nombre escrito era suficiente para hacernos felices» y posicionó al tema en el primer puesto de su lista de las 100 mejores canciones del 2012. Por otro lado, los críticos profesionales de la revista Billboard ubicaron al tema en el segundo puesto de su lista de las mejores canciones del 2012, superado únicamente por «Climax» de Usher. La revista Rolling Stone también la ubicó en su conteo de las mejores 50 canciones del 2012, en la quincuagésima posición. El sitio web Pitchfork la ubicó en el quincuagésimo quinto puesto de su lista de las 200 mejores canciones lanzadas desde el año 2010 hasta el 2014.

### Recibimiento comercial

Al permanecer más de seis semanas consecutivas en el número uno de la lista Billboard Hot 100, «Call Me Maybe» se convirtió en el sencillo de una artista femenina de Interscope que logró mantenerse más semanas en el primer puesto de dicha lista, superando así a «Born This Way» de Lady Gaga.

«Call Me Maybe» en general tuvo buen recibimiento comercial a nivel mundial. En los Estados Unidos logró la posición número uno en la lista Billboard Hot 100, por lo que destronó así a «Somebody That I Used To Know» de Gotye con Kimbra, que llevaba ocho semanas consecutivas en ese puesto. Asimismo, llegó al primer puesto en las listas Pop Songs y Digital Songs, se ubicó entre las diez primeras posiciones en las listas Radio Songs, Dance/Club Play Songs y Adult Pop Songs y la RIAA lo certificó con nueve discos de platino. Al alcanzar el primer puesto en la lista Billboard Hot 100, Jepsen se convirtió en la primera artista femenina que logró llegar al número uno con su primera canción debutante en la lista, desde que Kesha lo logró con «Tik Tok», que se mantuvo en la primera posición durante nueve semanas en 2010. «Call Me Maybe» se mantuvo en el puesto número uno de la lista Billboard Hot 100 por nueve semanas consecutivas, lo que la convierte en la canción de una artista femenina de la discográfica Interscope que logró permanecer durante más tiempo en la primera posición, logro que antes ostentaba «Born This Way» de Lady Gaga, que se mantuvo seis semanas en el primer puesto en el año 2011.
En su semana número treinta y seis en la lista Billboard Hot 100 el sencillo consiguió la cifra de seis millones de copias vendidas, lo que la convierte en la segunda canción en la historia que logra vender esa cantidad de ejemplares tan rápidamente, solo detrás de «Somebody That I Used to Know» de Gotye con Kimbra, que logró la misma cantidad en treinta semanas. Para febrero de 2013, había vendido aproximadamente 6 700 000 copias solo en los Estados Unidos, y estas ventas lo convirtieron en el segundo sencillo más vendido en el país durante 2012, nuevamente detrás de «Somebody That I Used to Know». Finalmente, para mayo del mismo año había vendido 6 978 000 ejemplares, lo que lo convirtió en ese entonces en el quinto sencillo más vendido de todos los tiempos en los Estados Unidos, solo detrás de «I Gotta Feeling» de The Black Eyed Peas, «Rolling in the Deep» de Adele, «Party Rock Anthem» de LMFAO con Lauren Bennett y GoonRock y «Somebody That I Used to Know» de Gotye con Kimbra. La revista Billboard nombró a «Call Me Maybe» como la «canción del verano 2012», lo que convierte a Jepsen en la cuarta solista femenina en lograr que su primer número uno en la lista Billboard Hot 100 también encabece la lista Songs of the Summer, luego de «Vision of Love» de Mariah Carey (1990), «Genie in a Bottle» de Christina Aguilera (1999) y «I Kissed a Girl» de Katy Perry (2008). Debido al éxito del tema, la misma revista nombró a Jepsen la «estrella en ascenso del año». Para septiembre de 2013, había vendido 7 223 000 ejemplares en el territorio, lo que lo convirtió en el segundo sencillo de una artista femenina que logra superar las siete millones de copias vendidas, luego de «Rolling in the Deep».

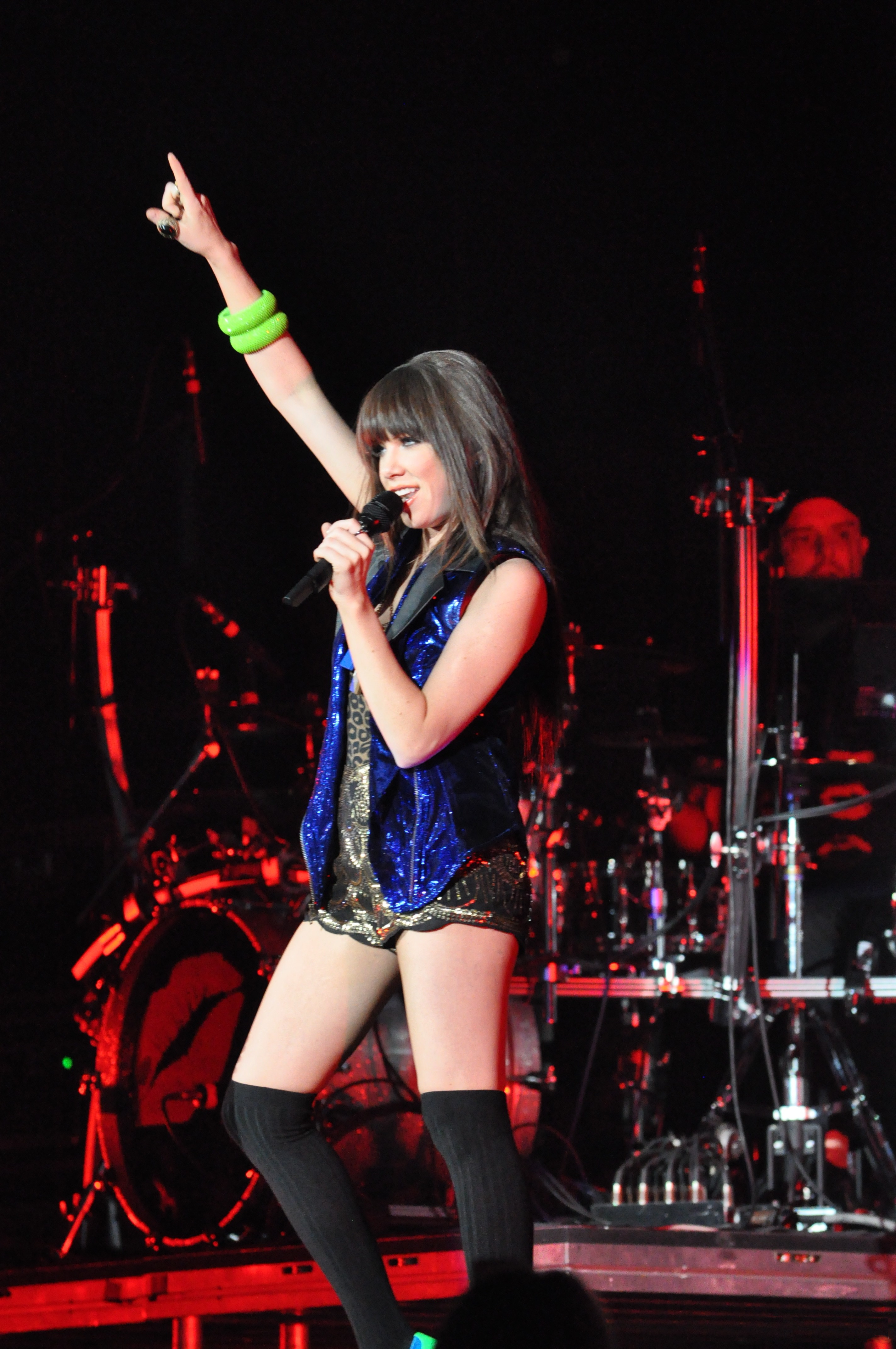
Carly Rae Jepsen durante el Believe Tour de Justin Bieber, donde interpretó «Call Me Maybe».

En Australia llegó al número uno en la lista Australian Singles Chart y se mantuvo en su mejor posición por cuatro semanas consecutivas, lo que le permitió obtener nueve discos de platino por parte de la ARIA, que certifican 630 000 copias. En Canadá también llegó al número uno en la lista Canadian Hot 100 y la CRIA la certificó con ocho discos de platino por vender 640 000 ejemplares, lo que convierte a Jepsen en la quinta cantante canadiense que logra llegar a la posición número uno en su país natal, luego de «Girlfriend» de Avril Lavigne, «Give It to Me» de Timbaland con Nelly Furtado y Justin Timberlake, «I Believe» de Nikki Yanofsky y «Wavin' Flag» de Young Artists for Haiti. Además, «Call Me Maybe» se convirtió en el segundo sencillo de una solista en llegar a la máxima posición en Canadá y mantenerse en ella durante cuatro semanas consecutivas, después de «A Moment Like This» de Leona Lewis en 2006. En Nueva Zelanda alcanzó el número uno en la lista New Zealand Singles Chart, se mantuvo en ella por cinco semanas y la RIANZ lo certificó con tres discos de platino por vender aproximadamente 45 000 copias en el territorio. En Eslovaquia debutó en el puesto número sesenta y ocho, y semanas después llegó a la posición número uno.
En el Reino Unido la canción llegó al puesto número uno y se mantuvo en el durante tres semanas consecutivas, al vender 1 143 000 ejemplares en el territorio se convirtió en el segundo sencillo más vendido del año 2012, así como el segundo más radiado, solo detrás de «Somebody That I Used To Know». Gracias a sus ventas en el país, recibió dos discos de platino por parte de la BPI. Para agosto de 2013, era el sexagésimo noveno tema mejor vendido en la historia del Reino Unido, y para abril del año siguiente se había convertido en el undécimo tema más descargado. «Call Me Maybe» también obtuvo las primeras posiciones en las listas Scottish Singles Charts e Irish Singles Chart, pertenecientes respectivamente a Escocia e Irlanda. También alcanzó las posiciones dos, tres, y siete en Italia, Japón y España, respectivamente. En Dinamarca la canción obtuvo la posición número uno y obtuvo cuatro discos de platino por parte de la IFPI por haber vendido más de 120 000 ejemplares. En Finlandia también logró el primer puesto, y se convirtió en el noveno sencillo más vendido del año en el país, así como el vigésimo segundo mejor vendido desde 1995. En Francia alcanzó el número uno y se mantuvo en él varias semanas, por lo que la SNEP le otorgó un disco de oro, que certifica 150 mil ejemplares vendidos en el territorio. Según el reporte anual de ventas de la IFPI, el tema se convirtió en el más vendido digitalmente durante el 2012 en todo el mundo, al comercializar aproximadamente 12 500 000 copias, lo que lo hace uno de los sencillos más vendidos en el mundo. Para fin de año, ubicó las primeras diez posiciones en las listas de fin de año de países como Australia, Canadá, Dinamarca, los Estados Unidos, Francia, Italia, Japón, Nueva Zelanda, el Reino Unido, entre otras. En su quincuagésimo quinto aniversario, la revista Billboard realizó un conteo de las 100 canciones más exitosas en la historia del Billboard Hot 100, y «Call Me Maybe» ocupó el número cuarenta y seis. En diciembre de 2013, la tienda virtual Amazon reveló que el sencillo era el más vendido en formato MP3 en la historia de su sitio web.

## Promoción

### Vídeo musical
Ben Knechte dirigió el vídeo musical de «Call Me Maybe», este cuenta con una duración de tres minutos y se estrenó el 1 de marzo de 2012, en la cuenta VEVO oficial de la cantante. El vídeoclip comienza con Jepsen mirando a un chico por la ventana —interpretado por el modelo canadiense Holden Nowell— mientras este poda el césped y se despoja de su camisa. Posteriormente, aparece interpretando el tema junto a una banda. Seguidamente Jepsen intenta llamar la atención del chico mientras lava su auto, por lo que posteriormente cae al suelo y se desmaya. Mientras está desmayada, imagina que besa al chico. Al despertar interpreta la canción mientras el vecino la observa, más tarde Jepsen escribe su número telefónico para dárselo al chico, sin embargo este le da su número al guitarrista de la banda, revelando que es homosexual.
Para diciembre de 2012, el vídeo contaba con más de 361 millones de reproducciones. Asimismo, recibió tres nominaciones a los premios MuchMusic Video Awards 2012, en las categorías vídeo del año, vídeo más visto del año, tu vídeo favorito y vídeo pop del año; resultó ganador en todas ellas a excepción de la última, en la que perdió ante «Haven't Had Enough» de Marianas Trench. Posteriormente, recibió dos nominaciones a los premios MTV Video Music Awards en las categorías mejor vídeo de un artista nuevo y vídeo más digno de compartir, pero perdió en ambas contra «What Makes You Beautiful» de One Direction. Al año siguiente, recibió una nominación en los People's Choice Awards en la categoría de vídeo musical favorito, donde resultó ganador «Part of Me» de Katy Perry. Por otro lado, se convirtió en el vídeo más visto en Australia durante el 2012, con más de ocho millones de reproducciones provenientes solo de ese país.

### Presentaciones en directo

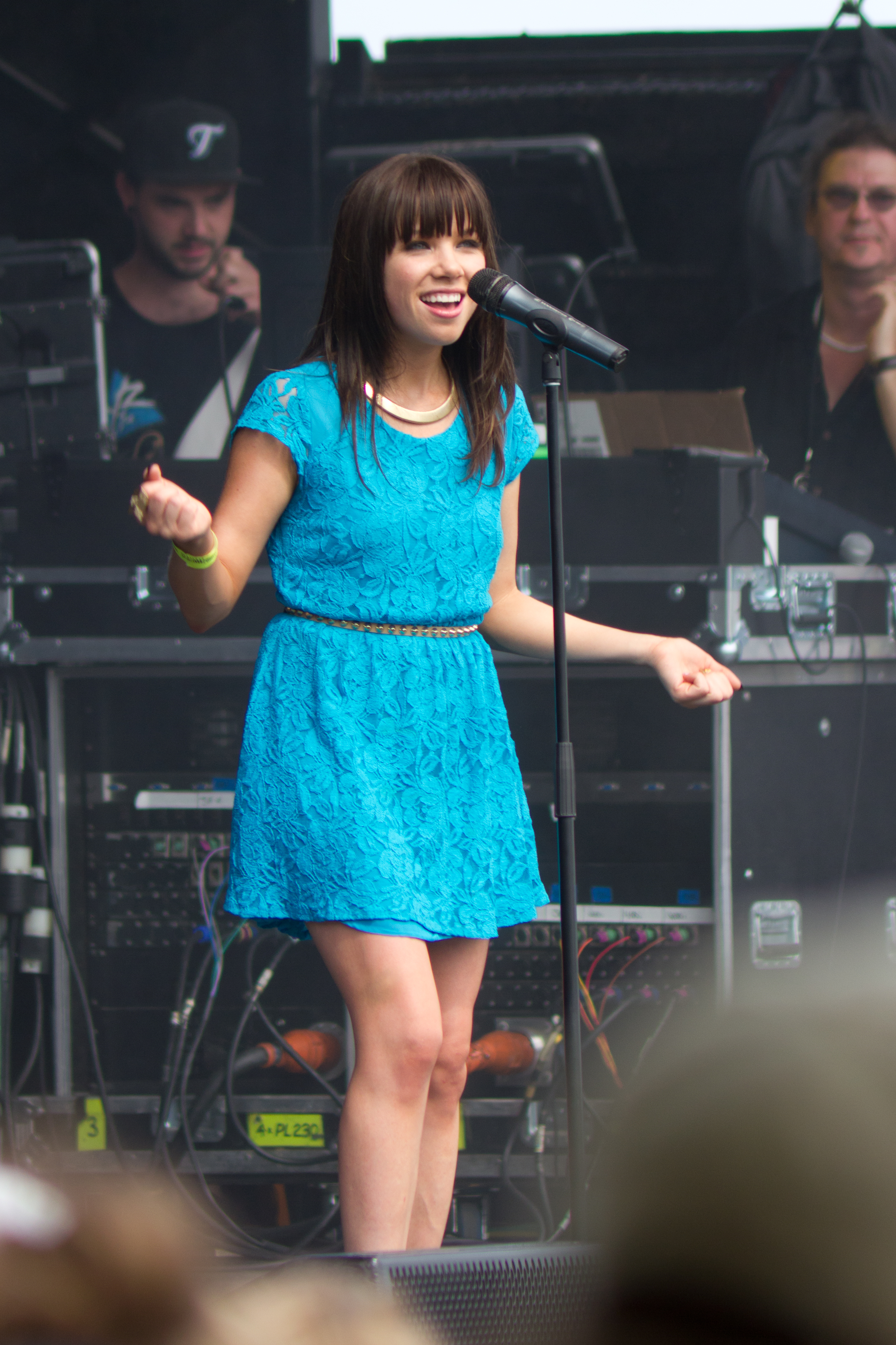
Carly Rae Jepsen interpretando el tema en el festival canadiense Burlington Sound of Music, junio de 2012.

Jepsen interpretó una versión acústica del tema el 21 de marzo de 2012 en KiSS 92.5, Toronto, mientras usaba una camisa larga de color negro. La cantante lo volvió a interpretar en vivo el 23 de marzo de 2012 en el programa The Ellen DeGeneres Show en compañía de Justin Bieber, mientras usaba un vestido de tonos opacos y un cinturón rojo. Posteriormente, cantó «Call Me Maybe» junto a «Curiosity» en los estudios B96 en Chicago, vistiendo una camisa roja sin mangas y un pantalón negro. El 20 de mayo de 2012, Jepsen presentó la canción en los premios Billboard Music Awards 2012. El 13 de junio de 2012, hizo una aparición sorpresa donde cantó el tema en un concierto de Justin Bieber en el Estadio de Wembley, Londres. Luego volvió a interpretarlo el 17 de junio de 2012 en los MuchMusic Video Awards 2012, celebrados en Toronto, Canadá. En su presentación, apareció en un columpio con forma de teléfono. Luego de cantar «Call Me Maybe», Jepsen apareció de nuevo en el escenario junto a Flo Rida para interpretar «Wild Ones», y posteriormente recibir sus premios a vídeo más visto del año, vídeo del año y tu vídeo favorito. El mismo mes, lo interpretó en el festival Burlington Sound of Music, celebrado en el país natal de la intérprete.
El 22 de julio de 2012, lo interpretó para cerrar la ceremonia de los Teen Choice Awards, donde obtuvo el galardón al artista revelación y canción del verano, por «Call Me Maybe». Durante su presentación, se mostraron vídeos en que diversas personas parodiaban y bailaban la canción y se intercalaban con escenas de otros artistas que interpretaron el tema en la alfombra roja del evento. En octubre, asistió a una entrevista organizada por Walmart Soundcheck en Los Ángeles, allí cantó el tema junto a «This Kiss» y otras canciones de su segundo álbum de estudio, Kiss, como «Your Heart Is A Muscle» y «Guitar String / Wedding Ring». El 11 de noviembre de 2012, lo presentó en los premios MTV Europe Music Awards 2012 mientras usaba un vestido color crema y cabello oscuro. En la misma ceremonia, Jepsen obtuvo los premios a mejor acto push y mejor canción, por «Call Me Maybe». El 18 de noviembre, se presentó en los American Music Awards 2012 para interpretar «This Kiss» y posteriormente «Call Me Maybe». Durante el 2012, la cantante apareció como invitada especial en la gira Believe Tour de Justin Bieber, allí, interpretó «Call Me Maybe». El 31 de diciembre de 2012, lo interpretó junto a Justin Bieber en el evento de fin de año New Year's Rockin' Eve, celebrado en Nueva York. El 26 de enero de 2013, lo cantó en los premios franceses NRJ Music Awards. El 23 de abril de 2013, cantó la canción junto a «Tonight I'm Getting Over You» en los Juno Awards, donde «Call Me Maybe» recibió el premio a mejor sencillo del año.

## Versiones
Un vídeo viral de la canción se publicó por Carlos Pena en su canal en YouTube el 18 de febrero de 2012. En la versión alternativa del vídeo, aparecen artistas como Justin Bieber, Selena Gomez, Ashley Tisdale y Big Time Rush interpretando y parodiando la canción. Según diversos críticos, el éxito y la popularidad del tema se debió al vídeo viral publicado por el vocalista de Big Time Rush, que en poco tiempo logró treinta millones de visitas. Para finales de 2012, YouTube escogió a dicho vídeo como el cuarto más viral del año. A partir del vídeo publicado por Pena, diversos artistas y personajes célebres hicieron sus propias versiones del vídeo y de la pista. El 19 de abril de 2012 se publicó un vídeo de la cantante estadounidense Katy Perry y sus amigos bailando e interpretando la canción. En mayo del mismo año Joan Rivers, Giuliana Rancic, Kelly Osbourne, George Kotsiopoulos, Rachel Dratch y otros miembros del elenco de Fashion Police lanzaron su versión del vídeo.

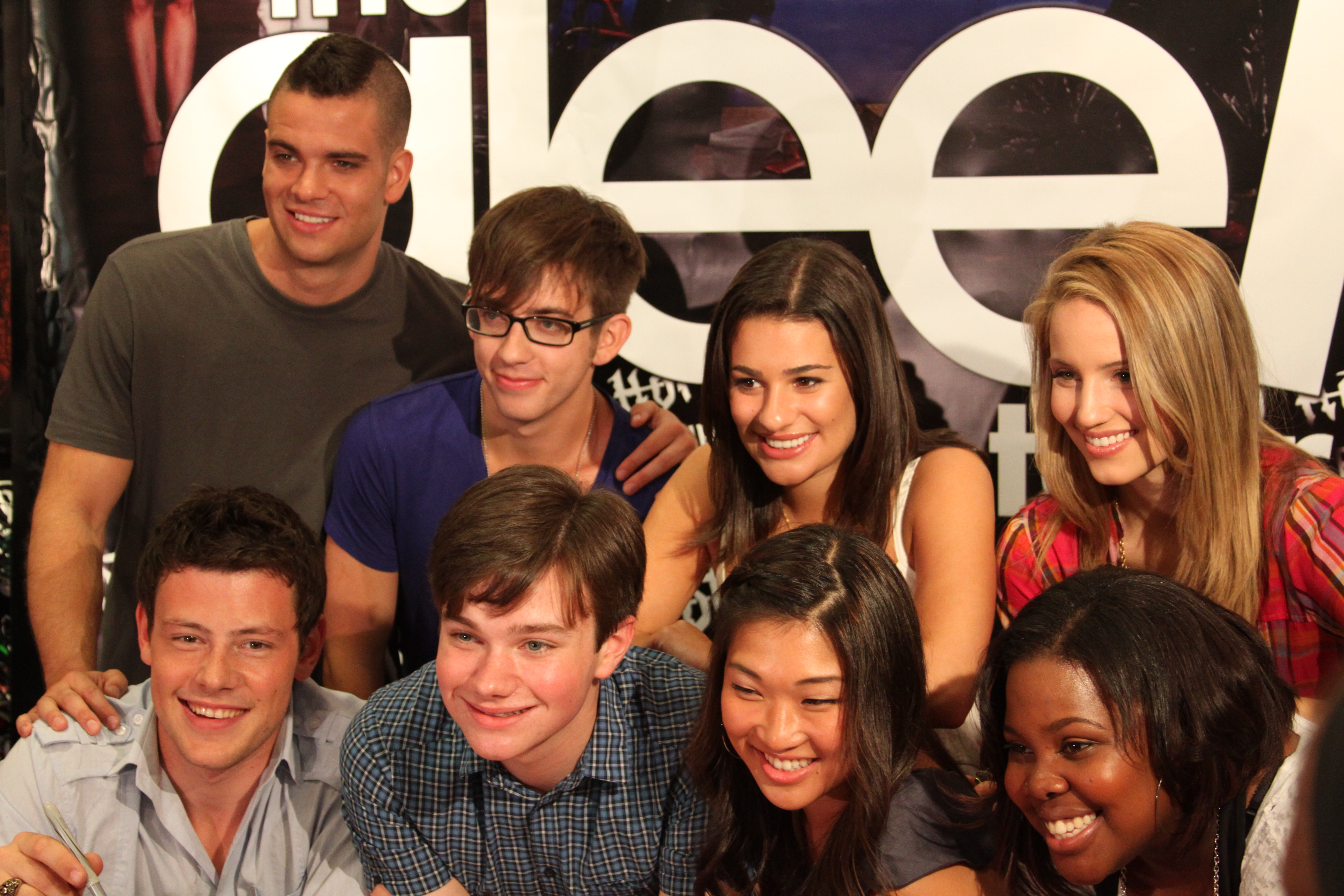
El elenco de la serie de televisión Glee versionó la canción en el episodio «The New Rachel».

El 8 de junio de 2012 el comediante Jimmy Fallon, The Roots y la intérprete original del tema crearon otra versión de la pista, utilizando diversos instrumentos tales como tambores, triángulos y panderetas. El equipo de béisbol de la Universidad Harvard también realizó su versión del vídeo, en ella, aparecen interpretándola dentro de un vehículo. La banda neoyorquina de música indie Fun realizó una versión acústica. Posteriormente, se publicó una versión interpretada por el presidente de los Estados Unidos, Barack Obama. Las participantes del certamen de belleza Miss USA también realizaron un cover de la canción.
The Staples Center Staff, Miami Dolphins Cheerleaders y Tay Zonday también publicaron sus versiones del vídeo. Una versión interpretada por Traci L titulada «Call Me Mavy» se publicó con el fin de promocionar la película Hotel Transylvania (2012), protagonizada por Selena Gomez y Adam Sandler. En agosto de 2012 se confirmó mediante la cuenta de Twitter de Ryan Murphy que la canción sería versionada por el elenco de la serie de televisión Glee. Finalmente el grupo New Directions —compuesto por Jenna Ushkowitz, Heather Morris, Darren Criss y Alex Newell— la interpretó en el primer episodio de la cuarta temporada del programa, titulado «The New Rachel». Durante un festival, la cantante estadounidense Kelly Clarkson versionó la canción a petición de sus admiradores. La banda italiana de metalcore Upon This Dawning versionó la canción para incluirla en el álbum recopilatorio Punk Goes Pop 5 (2012), perteneciente a la serie de álbumes recopilatorios Punk Goes.... Por otro lado, el 29 de septiembre de 2012, los concursantes de The X Factor, Union J, cantaron una versión acústica del tema en su audición. El 23 de octubre del mismo año el elenco de la serie de comedia The Big Bang Theory, liderado por Kaley Cuoco, hicieron un flash mob bailando la canción. En abril de 2013 la cantante Alice Barlow audicionó a la versión británica del programa The Voice interpretando «Call Me Maybe».

## Formatos
- Descarga digital

| «Call Me Maybe» — Sencillo |                 |          |  |
| N.º                        | Título          | Duración |  |
| 1.                         | «Call Me Maybe» | 3:13     |  |

| «Call Me Maybe» — EP |                                        |          |  |
| N.º                  | Título                                 | Duración |  |
| 1.                   | «Call Me Maybe»                        | 3:13     |  |
| 2.                   | «Both Sides Now»                       | 3:53     |  |
| 3.                   | «Talk to Me»                           | 2:50     |  |
| 4.                   | «Call Me Maybe» (Versión instrumental) | 3:13     |  |

| Call Me Maybe (Remixes) — EP |                                                   |          |  |
| N.º                          | Título                                            | Duración |  |
| 1.                           | «Call Me Maybe» (Manhattan Clique Remix)          | 5:56     |  |
| 2.                           | «Call Me Maybe» (Almighty Club Mix)               | 6:58     |  |
| 3.                           | «Call Me Maybe» (10 Kings .VS. Ollie Green Remix) | 3:08     |  |
| 4.                           | «Call Me Maybe» (Coyote Kisses Remix)             | 4:46     |  |

## Posicionamiento en las listas

### Semanales
| País              | Lista                     | Mejor posición |             |
| 2011 - 2012       | 2011 - 2012               | 2011 - 2012    | 2011 - 2012 |
| ----------------- | ------------------------- | -------------- | ----------- |
| Alemania          | German Singles Chart      | 3              |             |
| Australia         | Australian Singles Chart  | 1              |             |
| Austria           | Ö3 Austria Top 75         | 3              |             |
| Bélgica (Flandes) | Ultratop 50               | 2              |             |
| Bélgica (Valonia) | Ultratop 50               | 2              |             |
| Canadá            | Canadian Hot 100          | 1              |             |
| Dinamarca         | Tracklisten               | 1              |             |
| Escocia           | Scottish Singles Charts   | 1              |             |
| Eslovaquia        | Radio Top 100             | 1              |             |
| España            | Los 40 Principales        | 1              |             |
| España            | PROMUSICAE                | 7              |             |
| Estados Unidos    | Billboard Hot 100         | 1              |             |
| Estados Unidos    | Pop Songs                 | 1              |             |
| Estados Unidos    | Radio Songs               | 2              |             |
| Estados Unidos    | Digital Songs             | 1              |             |
| Estados Unidos    | Adult Pop Songs           | 2              |             |
| Estados Unidos    | Dance/Club Play Songs     | 8              |             |
| Finlandia         | Finnish Singles Charts    | 1              |             |
| Francia           | French Singles Chart      | 1              |             |
| Hungría           | Rádios Top 40             | 1              |             |
| Irlanda           | Irish Singles Chart       | 1              |             |
| Italia            | Italian Singles Chart     | 2              |             |
| Japón             | Japan Hot 100             | 3              |             |
| México            | México Airplay Chart      | 4              |             |
| Noruega           | Norwegian Singles Chart   | 3              |             |
| Nueva Zelanda     | New Zealand Singles Chart | 1              |             |
| Países Bajos      | Single Top 100            | 2              |             |
| Reino Unido       | UK Singles Chart          | 1              |             |
| República Checa   | Radio Top 100             | 1              |             |
| Suecia            | Swedish Singles Chart     | 2              |             |
| Suiza             | Swiss Single Chart        | 1              |             |

#### Sucesión en listas
| Anterior: «We Are Young» de Fun con Janelle Monáe                                               | Australian Singles Chart — Sencillo número uno 8 de abril de 2012 — 6 de mayo de 2012                                                                                              | Siguiente: «Whistle» de Flo Rida                                                                          |
| Anteriores: «We Found Love» de Rihanna con Calvin Harris «Part of Me» de Katy Perry             | Canadian Hot 100 — Sencillo número uno 11 de febrero de 2012 — 25 de febrero de 2012 10 de marzo de 2012 — 24 de marzo de 2012                                                     | Siguientes: «Give Me All Your Luvin'» de Madonna con Nicki Minaj y M.I.A. «Wild Ones» de Flo Rida con Sia |
| Anterior: «Turn Up the Music» de Chris Brown                                                    | Scottish Singles Chart — Sencillo número uno 14 de abril de 2012 — 12 de mayo de 2012                                                                                              | Siguiente: «Young» de Tulisa                                                                              |
| Anterior: «Somebody That I Used to Know» de Gotye con Kimbra                                    | Finnish Singles Chart — Sencillo número uno Semana 19 de 2012 — Semana 22 de 2012                                                                                                  | Siguiente: «Euphoria» de Loreen                                                                           |
| Anterior: «Somebody That I Used to Know» de Gotye con Kimbra                                    | Irish Singles Chart — Sencillo número uno 22 de marzo de 2012 — 19 de abril de 2012                                                                                                | Siguiente: «We Are Young» de Fun con Janelle Monáe                                                        |
| Anterior: «Young Homie» de Chris Rene                                                           | New Zealand Singles Chart — Sencillo número uno 26 de marzo de 2012 — 30 de abril de 2012                                                                                          | Siguiente: «Shut Up & Kiss Me» de Reece Mastin                                                            |
| Anterior: «Turn Up the Music» de Chris Brown                                                    | UK Singles Chart — Sencillo número uno 14 de abril de 2012 — 12 de mayo de 2012 | Siguiente: «Young» de Tulisa                                                                              |
| Anterior: «Tacatá» de Tacabro                                                                   | Tracklisten — Sencillo número uno 18 de mayo de 2012 — 25 de mayo de 2012 | Siguiente: «Shaka Loveless» de Tomgang                                                                    |
| Anterior: «Somebody That I Used to Know» de Gotye con Kimbra                                    | Digital Songs — Sencillo número uno 2 de junio de 2012 — 28 de julio de 2012 | Siguiente: «Wide Awake» de Katy Perry                                                                     |
| Anterior: «Ma Cherie» de DJ Antoine                                                             | Radio Top 100 — Sencillo número uno | Siguiente: «Whistle» de Flo Rida                                                                          |
| Anteriores: «Balada» de Gusttavo Lima «Tacatá» de Tacabro «Bara bará bere berê» de Alex Ferrari | French Singles Chart — Sencillo número uno 16 de junio de 2012 — 23 de junio de 2012 30 de junio de 2012 — 18 de agosto de 2012 1 de septiembre de 2012 — 22 de septiembre de 2012 | Siguientes: «Tacatá» de Tacabro «Bara bará bere berê» de Alex Ferrari «Down the Road» de C2C              |
| Anterior: «Somebody That I Used to Know» de Gotye con Kimbra                                    | Billboard Hot 100 — Sencillo número uno 23 de junio de 2012 — 25 de agosto de 2012                                                                                                 | Siguiente: «Whistle» de Flo Rida                                                                          |
| Anterior: «Somebody That I Used to Know» de Gotye con Kimbra                                    | Pop Songs — Sencillo número uno 23 de junio de 2012 — 14 de julio de 2012 | Siguiente: «Payphone» de Maroon 5 con Wiz Khalifa                                                         |
| Anterior: «Somebody That I Used to Know» de Gotye con Kimbra                                    | Radio Top 100 — Sencillo número uno | Siguiente: «Žijeme Len Raz» de Ego con Robert Burian                                                      |
| Anterior: «Whistle» de Flo Rida                                                                 | Swiss Single Chart — Sencillo número uno 3 de junio de 2012 — 10 de junio de 2012                                                                                                  | Siguiente: «Euphoria» de Loreen                                                                           |

### Certificaciones
| País           | Organismo certificador | Certificación | Ventas certificadas | Simbolización | Ref.    |
| -------------- | ---------------------- | ------------- | ------------------- | ------------- | ------- |
| Alemania       | BVMI                   | 2× Platino    | 600 000             | 2▲            | [ 10 ]  |
| Australia      | ARIA                   | 9× Platino    | 630 000             | 9▲            | [ 11 ]  |
| Austria        | IFPI — Austria         | Platino       | 30 000              | ▲             | [ 148 ] |
| Bélgica        | BEA                    | Platino       | 30 000              | ▲             | [ 12 ]  |
| Canadá         | Music Canada           | 8× Platino    | 640 000             | 8▲            | [ 13 ]  |
| Dinamarca      | IFPI — Dinamarca       | 4× Platino    | 120 000             | 4▲            | [ 14 ]  |
| España         | PROMUSICAE             | Oro           | 20 000              | ●             | [ 15 ]  |
| Estados Unidos | RIAA                   | Diamante      | 7 600 000           | ♦             | [ 16 ]  |
| Finlandia      | IFPI — Finlandia       | Oro           | 5000                | ●             | [ 150 ] |
| Francia        | SNEP                   | Oro           | 75 000              | ●             | [ 86 ]  |
| Italia         | FIMI                   | Multiplatino  | [ nota 3 ]          | —             | [ 151 ] |
| Japón          | RIAJ                   | Platino       | 250 000             | ▲             | [ 152 ] |
| Nueva Zelanda  | RIANZ                  | 3× Platino    | 45 000              | 3▲            | [ 17 ]  |
| Países Bajos   | NVPI                   | 2× Platino    | 40 000              | 2▲            | [ 153 ] |
| Reino Unido    | BPI                    | 2× Platino    | 1 200 000           | 2▲            | [ 74 ]  |
| Suecia         | GLF                    | 4× Platino    | 80 000              | 4▲            | [ 154 ] |
| Suiza          | IFPI — Suiza           | 3× Platino    | 90 000              | 3▲            | [ 18 ]  |

### Anuales
| Alemania          | German Singles Chart      | 6  |
| Australia         | Australian Singles Chart  | 1  |
| Austria           | Ö3 Austria Top 75         | 6  |
| Bélgica (Flandes) | Ultratop 50               | 6  |
| Bélgica (Valonia) | Ultratop 50               | 5  |
| Canadá            | Canadian Hot 100          | 2  |
| Dinamarca         | Tracklisten               | 6  |
| España            | Spanish Singles Chart     | 16 |
| Estados Unidos    | Billboard Hot 100         | 2  |
| Estados Unidos    | Pop Songs                 | 4  |
| Estados Unidos    | Radio Songs               | 7  |
| Estados Unidos    | Digital Songs             | 2  |
| Estados Unidos    | Adult Pop Songs           | 8  |
| Finlandia         | Finnish Singles Charts    | 6  |
| Francia           | French Singles Chart      | 3  |
| Hungría           | Rádios Top 40             | 4  |
| Irlanda           | Irish Singles Chart       | 5  |
| Italia            | Italian Singles Chart     | 7  |
| Japón             | Japan Hot 100             | 9  |
| Nueva Zelanda     | New Zealand Singles Chart | 1  |
| Países Bajos      | Single Top 100            | 6  |
| Reino Unido       | UK Singles Chart          | 2  |
| Suiza             | Swiss Single Chart        | 5  |

| Canadá | Canadian Hot 100 | 91 |
| Japón  | Japan Hot 100    | 18 |

## Premios y nominaciones
El sencillo «Call Me Maybe» fue nominado en distintas ceremonias de premiación. A continuación, una lista de las candidaturas que obtuvo:
| Año  | Ceremonia de premiación          | Premio                               | Resultado | Ref.            |
| ---- | -------------------------------- | ------------------------------------ | --------- | --------------- |
| 2012 | MuchMusic Video Awards           | Vídeo del año                        | Ganadora  | [ 28 ]          |
| 2012 | MuchMusic Video Awards           | Vídeo más visto en streaming del año | Ganadora  | [ 28 ]          |
| 2012 | MuchMusic Video Awards           | Tu vídeo favorito                    | Ganadora  | [ 28 ]          |
| 2012 | MuchMusic Video Awards           | Vídeo pop del año                    | Nominada  | [ 100 ]         |
| 2012 | Teen Choice Awards               | Canción del verano                   | Ganadora  | [ 29 ]          |
| 2012 | MTV Video Music Awards           | Mejor vídeo de un artista nuevo      | Nominada  | [ 101 ]         |
| 2012 | MTV Video Music Awards           | Vídeo más digno de compartir         | Nominada  | [ 102 ]         |
| 2012 | MTV Europe Music Awards          | Mejor canción                        | Ganadora  | [ 30 ]          |
| 2012 | Los 40 Principales               | Mejor canción en lengua no española  | Nominada  | [ 170 ]         |
| 2012 | The Record of the Year           | Grabación del año                    | Nominada  | [ 171 ]         |
| 2012 | Danish Music Awards              | Éxito internacional                  | Nominada  | [ 172 ] [ 173 ] |
| 2013 | World Music Awards               | Mejor canción del mundo              | Nominada  | [ 174 ]         |
| 2013 | World Music Awards               | Mejor vídeo del mundo                | Nominada  | [ 175 ]         |
| 2013 | People's Choice Awards           | Canción favorita del año             | Nominada  | [ 103 ]         |
| 2013 | People's Choice Awards           | Vídeo musical favorito               | Nominada  | [ 103 ]         |
| 2013 | NRJ Music Awards                 | Canción internacional del año        | Nominada  | [ 176 ] [ 177 ] |
| 2013 | Premios Grammy                   | Canción del año                      | Nominada  | [ 32 ]          |
| 2013 | Premios Grammy                   | Mejor interpretación pop solista     | Nominada  | [ 32 ]          |
| 2013 | Independent Music Awards         | Sencillo del año                     | Ganadora  | [ 178 ]         |
| 2013 | Independent Music Awards         | Vídeo del año                        | Nominada  | [ 178 ]         |
| 2013 | Internacional Dance Music Awards | Mejor canción dance pop comercial    | Nominada  | [ 179 ]         |
| 2013 | Kid's Choice Awards              | Canción favorita                     | Nominada  | [ 180 ]         |
| 2013 | Juno Awards                      | Sencillo del año                     | Ganadora  | [ 31 ]          |
| 2013 | Kid's Choice Awards (Australia)  | Canción favorita                     | Nominada  | [ 181 ]         |
| 2013 | Premios Oye!                     | Canción en inglés                    | Nominada  | [ 182 ]         |
| 2013 | Billboard Music Awards           | Lo mejor como canción Hot 100        | Nominada  | [ 183 ]         |
| 2013 | Billboard Music Awards           | Lo mejor como Digital Song           | Ganadora  | [ 183 ]         |
| 2013 | Billboard Music Awards           | Lo mejor como Radio Song             | Nominada  | [ 183 ]         |
| 2013 | Billboard Music Awards           | Lo mejor como Streaming Song (audio) | Nominada  | [ 183 ]         |
| 2013 | Billboard Music Awards           | Lo mejor como Streaming Song (vídeo) | Nominada  | [ 183 ]         |
| 2013 | Billboard Music Awards           | Lo mejor como Pop Song del año       | Ganadora  | [ 183 ]         |
| 2013 | MTV Video Music Awards Japan     | Mejor vídeo de un artista nuevo      | Ganadora  | [ 184 ]         |

## Historial de lanzamientos
| País           | Fecha                    | Formato          | Ref.    |
| -------------- | ------------------------ | ---------------- | ------- |
| Alemania       | 24 de febrero de 2012    | Descarga digital | [ 185 ] |
| Brasil         | 24 de febrero de 2012    | Descarga digital | [ 186 ] |
| Canadá         | 20 de septiembre de 2011 | Descarga digital | [ 3 ]   |
| Estados Unidos | 22 de febrero de 2012    | Descarga digital | [ 4 ]   |
| Reino Unido    | 30 de marzo de 2012      | Descarga digital | [ 187 ] |
| Alemania       | 27 de abril de 2012      | Sencillo en CD   | [ 188 ] |
| Estados Unidos | 17 de abril de 2012      | Sencillo en CD   | [ 189 ] |

## Créditos y personal
- Composición: Josh Ramsay, Carly Rae Jepsen, Tavish Crowe
- Producción: Josh Ramsay
- Grabada en: Umbrella Studios
- Masterizado por: Oasis Mastering

Fuente: Discogs